# Wzorzec projektowy (informatyka)
Wzorzec projektowy (ang. design pattern) – uniwersalne, sprawdzone w praktyce rozwiązanie często pojawiających się, powtarzalnych problemów projektowych. Pokazuje powiązania i zależności pomiędzy klasami oraz obiektami i ułatwia tworzenie, modyfikację oraz utrzymanie kodu źródłowego. Jest opisem rozwiązania, a nie jego implementacją. Wzorce projektowe stosowane są w projektach wykorzystujących programowanie obiektowe.

## Historia
Wzorce projektowe w informatyce wywodzą się z wzorców projektowych w architekturze, które zostały zaproponowane przez austriackiego architekta Christophera Alexandra i miały ułatwić konstruowanie mieszkań i pomieszczeń biurowych. Pomysł ten nie został jednak przyjęty.
Inaczej stało się w informatyce. Termin wzorca projektowego został wprowadzony do inżynierii oprogramowania przez Kenta Becka oraz Warda Cunninghama w 1987 roku. Na konferencji OOPSLA, przedstawili oni wyniki swojego eksperymentu dotyczącego ich zastosowania w programowaniu. Został spopularyzowany w 1995 przez Gang of Four (Erich Gamma, Richard Helm, Ralph Johnson oraz John Vlissides) dzięki książce Wzorce projektowe: Elementy oprogramowania obiektowego wielokrotnego użytku.

## Wzorce rozwiązań
Wzorce projektowe najczęściej tworzone są w oparciu o programowanie obiektowe. Zakres tego pojęcia stał się problemem rozważanym od połowy lat 90. XX wieku. Ostatecznie ustalono, że algorytmy nie są wzorcami projektowymi, jako że rozwiązują problemy obliczeniowe, a nie projektowe. Wzorce często są łączone w celu rozwiązania bardziej złożonego problemu.
Zamiast skupiać się na funkcjonowaniu poszczególnych elementów, wzorce projektowe stanowią abstrakcyjny opis zależności pomiędzy klasami, co w efekcie wprowadza pewną standaryzację kodu oraz zwiększa jego zrozumiałość, wydajność i niezawodność. Wartość wzorców projektowych stanowi nie tylko samo rozwiązanie problemu, ale także dokumentacja, która wyjaśnia cel, działanie, zalety danego rozwiązania, co pomaga w łatwiejszym stosowaniu i adaptacji wzorców w danym zastosowaniu.
Wzorce projektowe mogą przyspieszyć proces rozwoju oprogramowania przez dostarczenie wypróbowanych rozwiązań dla problemów, które mogą nie być oczywiste na początku procesu projektowego. Często zagadnienia te wiążą się z ewolucją oczekiwań względem projektowanego systemu: rozszerzeniem jego funkcjonalności, zmianą sposobu i formatu wprowadzanych danych czy dostosowaniem aplikacji do różnych klas użytkowników. Nieuwzględnienie ich na początku procesu rozwoju produktu programistycznego powoduje często konieczność gruntownego przebudowywania zaawansowanego lub gotowego już oprogramowania.

## Wzorzec MVC[4]
MVC (od angielskich słów Model, View i Controller) opracowano pod koniec lat 70 jako wzorzec realizacji interfejsu użytkownika w języku Smalltalk-80. Następnie wykorzystano go również w innych językach i systemach zorientowanych obiektowo.  
Trzy składowe tego modelu to:
- Model - Główny nacisk kładzie na logikę aplikacji i logikę biznesową. Model powinien być zaprojektowany w taki sposób, aby był niezależny od wybranego rodzaju prezentacji oraz systemu obsługi akcji użytkownika.
- Widok - zarządza graficzną lub tekstową prezentacją modelu. Widok pobiera informacje z modelu, ilekroć zostaje powiadomiony o jego zmianie.
- Kontroler - jest odpowiedzialny za reagowanie na akcji użytkownika (np. kliknięcia myszką), odwzorowując je na operacje zawarte w modelu oraz na zmiany widoku.

## Elementy wzorca
Wzorzec projektowy składa się z czterech podstawowych elementów:
- nazwy wzorca;

- problemu – opisuje sposoby rozpoznawania sytuacji, w których możemy zastosować dany wzorzec oraz warunki jakie muszą zostać spełnione, by jego zastosowanie miało sens;

- rozwiązania – opisuje elementy rozwiązania: ich relacje, powiązania oraz obowiązki, zawiera także wskazówki implementacyjne dla różnych technologii;

- konsekwencji – zestawienie wad i zalet stosowania wzorca, uwzględniające informacje o jego brakach oraz kosztach rozwoju i utrzymania systemu wykorzystującego dany wzorzec.

## Dokumentacja
Dokumentacja wzorca projektowego powinna zawierać informacje o rozwiązywanym problemie, kontekst w jakim należy go stosować oraz sugerowane rozwiązanie. Różni autorzy mogą stosować odmienne style tworzenia takiej dokumentacji, ale zwykle jej najważniejsze elementy są do siebie podobne.
Jeden z najpopularniejszych układów opisu wzorca projektowego został zaproponowany przez Bandę Czterech
- Nazwa wzorca oraz klasyfikacja: opisowa oraz unikalna nazwa, umożliwiająca identyfikację oraz odwoływanie się do wzorca; klasyfikacja według jednego ze schematów.
- Przeznaczenie: opis celu, który stoi za wzorcem oraz powody, jakimi należy się kierować podczas jego wyboru.
- Inne nazwy: jeżeli istnieją inne, dobrze znane nazwy wzorca, należy je podać.
- Motywacja: scenariusz zawierający problem powiązany z kontekstem, w którym wzorzec może być stosowany.
- Stosowalność: sytuacje, w których wzorzec może być użyteczny.
- Struktura: graficzna reprezentacja wzorca, zwykle jako diagram klas lub diagram interakcji.
- Uczestnicy: lista klas i obiektów stosowanych w tym wzorcu oraz ich zobowiązania.
- Współpraca: opis wzajemnej interakcji klas i obiektów wykorzystywanych we wzorcu.
- Konsekwencje: wykaz wyników, efektów ubocznych oraz kompromisów jakie występują podczas użycia wzorca.
- Implementacja: wskazówki dotyczące implementacji wzorca; zwrócenie uwagi na specyficzne kwestie.
- Przykładowy kod: przykład zastosowania wzorca z wykorzystaniem jednego z języków programowania.
- Przykłady zastosowania: znane przykłady zastosowania wzorca w rzeczywistych programach.
- Pokrewne wzorce: odniesienie wzorca do innych, z którymi wiąże się przez wspólne stosowanie lub można go z nimi zamienić oraz przedstawienie różnic w stosunku do podobnych wzorców.

## Klasyfikacja podstawowa
Początkowo Banda Czterech założyła, że istnieją dwa podstawowe rodzaje klasyfikacji wzorców. Pierwsza z nich dotyczy rodzaju wzorca i opisuje to, co on robi. Według tego kryterium wzorce możemy podzielić na trzy rodziny:
- kreacyjne (konstrukcyjne) – opisujące proces tworzenia nowych obiektów; ich zadaniem jest tworzenie, inicjalizacja oraz konfiguracja obiektów, klas oraz innych typów danych[7];
- strukturalne – opisujące struktury powiązanych ze sobą obiektów;
- czynnościowe (behawioralne, operacyjne[8]) – opisujące zachowanie i odpowiedzialność współpracujących ze sobą obiektów.

Drugi model dzieli wzorce na kategorie według ich zakresów. Kategoryzacja polega na określeniu czy wzorzec dotyczy klas, czy obiektów. Tutaj wzorce dzielimy na:
- klasowe – opisujące statyczne związki pomiędzy klasami;
- obiektowe – opisujące dynamiczne związki pomiędzy obiektami.

Uwzględniając powyższe założenia klasyfikacja podstawowych wzorców wygląda następująco:
- wzorce kreacyjne:
  - Budowniczy (obiektowy),
  - Fabryka abstrakcyjna (obiektowy),
  - Metoda wytwórcza (klasowy),
  - Prototyp (obiektowy),
  - Singleton (obiektowy);

- wzorce strukturalne:
  - Adapter (klasowy oraz obiektowy),
  - Dekorator (obiektowy),
  - Fasada (obiektowy),
  - Kompozyt (obiektowy),
  - Most (obiektowy),
  - Pełnomocnik (obiektowy),
  - Pyłek (obiektowy);

- wzorce czynnościowe/operacyjne:
  - Łańcuch zobowiązań/odpowiedzialności (obiektowy),
  - Polecenie (obiektowy),
  - Interpreter (klasowy),
  - Iterator (obiektowy),
  - Mediator (obiektowy),
  - Pamiątka/Memento (ang. Memento) (obiektowy),
  - Metoda szablonowa (ang. template method) (klasowy),
  - Obserwator (obiektowy),
  - Stan (obiektowy),
  - Strategia (obiektowy),
  - Odwiedzający/Wizytator (ang. visitor) (obiektowy),
  - Zabór Zasobu Jest Inicjalizacją (obiektowy).

## Klasyfikacja rozszerzona
W późniejszym okresie pojawiły się inne kategorie wzorców projektowych:
- wzorce współbieżności – definiują sposoby współdziałania wielu obiektów, wątków lub procesów; zaliczany do nich:
  - Aktywny obiekt,
  - Asynchroniczne sterowanie przez zdarzenia,
  - Udaremnianie (rozgraniczanie),
  - Blokada z podwójnym zatwierdzeniem,
  - Ochraniane wstrzymywanie,
  - Obiekt monitorujący,
  - Blokada zapisu i odczytu,
  - Zarządca procesów,
  - Pula wątków,
  - Pamięć dla wątków,
  - Reaktor;

- Wzorce odwzorowania O-R – opisują (między innymi) wymianę danych pomiędzy warstwą danych a warstwą logiki biznesowej:
  - Leniwa inicjalizacja.

- Pozostałe wzorce
  - Wstrzykiwanie zależności